# Pigalle-Saint-Germain-des-Prés
Pour plus de détails, voir Fiche technique et Distribution.
Pigalle-Saint-Germain-des-Prés est un film français réalisé par André Berthomieu, sorti en 1950.

## Synopsis
Les musiciens d'un orchestre, après avoir quitté la boite de nuit dirigée par des truands qui les employait, ouvrent leur propre club.

## Fiche technique
- Titre français : Pigalle-Saint-Germain-des-Prés
- Réalisation : André Berthomieu, assisté de Jean Prat et Jean-Christophe Averty
- Scénario : André Berthomieu
- Photographie : Charles Suin
- Musique : Paul Misraki
- Affiche : Yves Corbassière
- Décors : Raymond Nègre
- Montage : Denise Natot, Louisette Hautecoeur
- Son : Antoine Archimbaud
- Producteur : Ray Ventura
- Production : Hoche Productions
- Distribution : Les Films Corona
- Pays d'origine : France
- Format : Noir et blanc - 1,37:1 - Mono
- Genre : comédie
- Durée : 85 minutes
- Date de sortie : 1950

## Distribution
- Jacques Hélian et son orchestre : Eux-mêmes
- Jeanne Moreau : La môme Pâquerette, une petite marchande de fleurs
- Henri Génès : Gustave dit Tatave, le barman du cabaret "Le Tambourin"
- Gabriel Cattand : Jean-Pierre Francis, un jeune poète existentialiste
- Emilio Carrer :  Constantin Esposito, le copropriétaire du "Tambourin"
- Paul Faivre : L'oncle Jules, un cafetier dont le sous-sol est transformé en cave à la mode
- Michèle Berger : La dame au smoking, une femme louche
- Gaston Orbal : Golden dit Goldy, un dynamique imprésario
- Charles Bouillaud : Un inspecteur
- Amédée : Albert, l'un des deux maîtres d'hôtel du "Tambourin"
- Van Doude : Robert, l'un des deux maîtres d'hôtel du "Tambourin"
- Ginette Garcin : Elle-même
- Jean Marco : Lui-même
- Nicolas Amato : Un maître d'hôtel
- Albert Dinan : M. Jo
- Georges Lannes : L'inspecteur
- Claude Nollier : La baronne Simone, une riche habituée du "Tambourin"
- Lucien Dorval
- Jean Berton : Le commissaire
- Robert Blome
- Maurice Dorléac
- Palmyre Levasseur : Une cliente
- Daniel Mendaille : Le directeur de la P.J.
- Marcel Rouzé
- Jacques Essy
- Alain Raffaël
- Les Blue-Bell Girls : Elles-mêmes
- Les Trois Hélianes : Elles-mêmes
- Jean-Pierre Cassel
- Annie Girardot : Une jeune fille
- Jean-Jacques Vital